# Бій біля Пенанга
Бій біля Пена́нга — морський бій Першої світової війни, що відбувся 28 жовтня 1914 року в бухті острова Пенанг (у Малаккській протоці) між німецьким легким крейсером «Емден» та частиною англо-франко-російської ескадри у складі одного легкого крейсера, трьох міноносців та одного канонерського човна.

## Передісторія

### «Емден»
В кінці серпня 1914 року у водах Індійського океану з'явився легкий німецький крейсер «Емден» під командуванням капітана II рангу Карла фон Мюллера. Завданням німецького корабля було нанести максимально можливу шкоду торговельному флоту та комунікаціям супротивників Німеччини у війні. З цією задачею німецький рейдер успішно справлявся. До 26 жовтня він потопив або захопив в Індійському океані 21 судно супротивника (ще один російський пароплав «Рязань» був захоплений і відведений в німецький порт як трофей у серпні в Тихому океані). Крім того, був здійснений дуже вдалий напад на британський порт Мадрас, де були знищені цистерни з 5 000 тонн нафти. Ці зухвалі дії німецького рейдера викликали сильне занепокоєння британського уряду через те, що успіхи німців у цьому регіоні піднімали бойовий дух супротивників британської корони та могли спричинити цілу низку повстань в англійських колоніях.
Капітан фон Мюллер був дуже делікатною людиною і слідкував за тим, щоб ніхто із пасажирів або команди захоплених суден не постраждав. Лише після того, як люди переплавлялися на «Емден», захоплене судно топилося. Тому декілька захоплених кораблів було відпущено разом з полоненими. Єдиними жертвами німецького рейдера були 5 британських моряків, які загинули під час обстрілу Мадрасу. Така лицарська поведінка швидко принесла «Емдену» світову славу. Світова преса у дуже доброзичливих тонах почала писати про крейсер «Емден», називаючи його не інакше, як «Білий лебідь Індійського океану».

### «Жемчуг»
26 жовтня 1914 року «Жемчуг», легкий крейсер Сибірської флотилії, з початком військових дій відряджений в союзну англо-французьку ескадру, повернувся в порт Пенанг, на острів з цією ж назвою в Малаккській протоці, звідки в кінці вересня пішов у похід на пошуки німецького рейдера «Емден». Командир «Жемчуга» капітан II рангу барон І. О. Черкасов отримав від англійського адмірала Джерама, у підпорядкуванні якого перебував, дозвіл на семиденний захід для перебирання механізмів і чищення парових котлів. У зв'язку з діями в цьому районі «Емдена» командиру російського крейсера було рекомендовано вжити всі запобіжні заходи безпеки під час перебування на якорі в бухті Пенанг. Але Черкасов належних заходів не вжив, практично не підготувавши корабель до можливого нападу супротивника. Сам же ввечері 27 жовтня зійшов на берег до дружини, викликаної ним до Пенанга з Владивостока на час стоянки «Жемчуга». Це створило у команди враження, ніби їм надали відпочинок після походу, тому служба неслась неналежним чином. Тільки частина гармат крейсера була заряджена.

## Перебіг бою

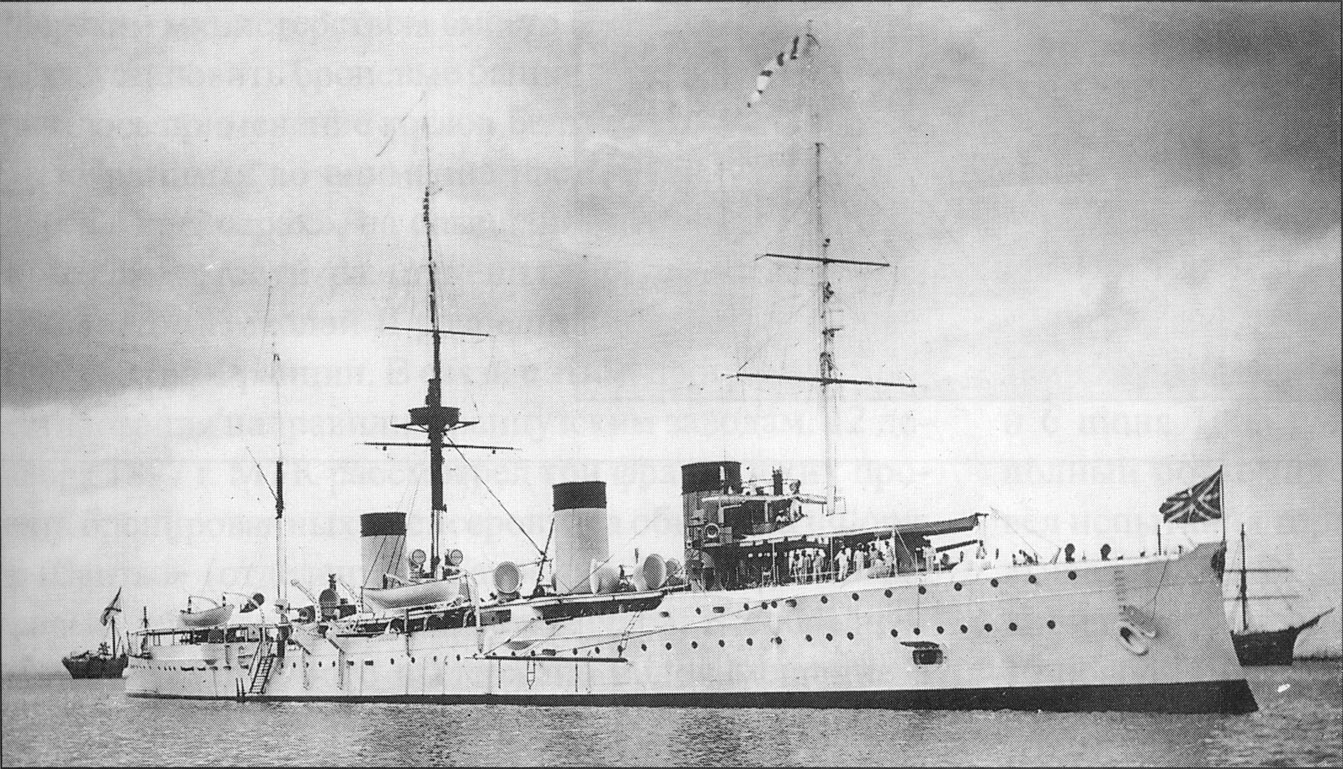
Крейсер «Жемчуг»

Рано вранці 28 жовтня в Пенанг увійшов рейдер «Емден», який, як стверджував у своїх спогадах його старший офіцер Хельмут фон Мюкке, сподівався застати тут французькі броненосні крейсери «Монкальм» і «Дуплекс» і атакувати їх під час стоянки на якорі. Усі маяки Пенанга світилися, як у мирний час. Це дозволило німецькому крейсеру спокійно, без будь-яких перешкод, увійти до порту.
Німцями була зроблена військова хитрість: поставлена четверта фальшива труба з брезенту, так що при поганій видимості «Емден» міг бути прийнятий за англійський крейсер «Ярмут». Французький міноносець «Муске» («Мушкет»), який ніс охоронну службу, попався на цей прийом і в досвітніх сутінках пропустив «Емден» у бухту, навіть давши «добро» світловим сигналом.
Зазвичай в гавані знаходився британський крейсер. Щоб мати можливість відбити атаку з боку моря, він ставав на два якоря поперек протоки. Це давало можливість діяти гарматами всього борту. Російському крейсеру «Жемчуг», який за два дні до того прийшов в Пенанг, рекомендували прийняти ті ж заходи безпеки. Але на світанку 28 жовтня його розвернуло течією так, що лише дві 120-мм гармати були спрямовані на вхід до порту.
У бухті серед освітлених торгових суден «Емден» виявив лише один темний силует військового корабля. Підійшовши майже впритул до його корми, німці встановили, що це — російський крейсер «Жемчуг». На ньому панували мир і тиша. Ні вахтового начальника, ні вахтових, ні сигнальників не було помітно. Російські моряки мирно спали. З дистанції близько одного кабельтова (185,2 м) німецький корабель випустив свою першу торпеду з правого бортового апарату і в той же момент відкрив артилерійський вогонь усім бортом по носовій частині «Жемчуга», де в своїх ліжках спала більша частина команди. Німецька торпеда вибухнула в кормовій частині російського крейсера. Корму підкинуло з води, а потім вона стала повільно занурюватися. Тільки після цього росіяни виявили ознаки життя.
Тим часом німецька артилерія підтримувала шалений вогонь по «Жемчугу». Носова частина російського крейсера була зрешечена в кілька хвилин. Язики полум'я охопили весь півбак. Крізь дірки в борту видно було протилежний берег.
Нарешті на «Жемчугу» зібралися з силами і відкрили вогонь у відповідь (всього російські моряки встигли зробити 12 пострілів, з яких жоден не досяг цілі). Потім до них приєдналися інші бойові кораблі, що стояли у порту: канонерський човен «д'Ібервіль» і міноносці «Пістолет» та «Фронде». Але їхні снаряди перелітали через німецький крейсер і розривалися серед торгових суден. «Емден», проходячи повз «Жемчуг», розвернувся машинами і знову попрямував до нього. Друга торпеда була випущена з відстані близько двох кабельтових. Через кілька секунд почувся страшний вибух під переднім містком російського крейсера. Гігантський стовп сірого диму, пари і водяних бризок піднявся на висоту близько 150 м. Частини суднового корпусу були відірвані вибухом і летіли повітрям. Видно було, що крейсер розламався навпіл. Носова частина відокремилася. Потім димом закрило весь корабель, і коли він розвіявся, крейсера вже не було видно, з води стирчали лише уламки його щогли. Весь бій з російським крейсером тривав ледь понад 10 хвилин.
Тим часом назустріч «Емдену», що вже відходив, кинувся французький міноносець «Муске», який пізно зрозумів свою трагічну помилку. Але одинадцятьма влучними залпами він був потоплений «Емденом». Після цього німці врятували 36 з 76 членів команди міноносця. Потім «Емден» на повній швидкості пішов геть, переслідуваний французьким міноносцем «Пістолет», який невдовзі відстав.

## Наслідки

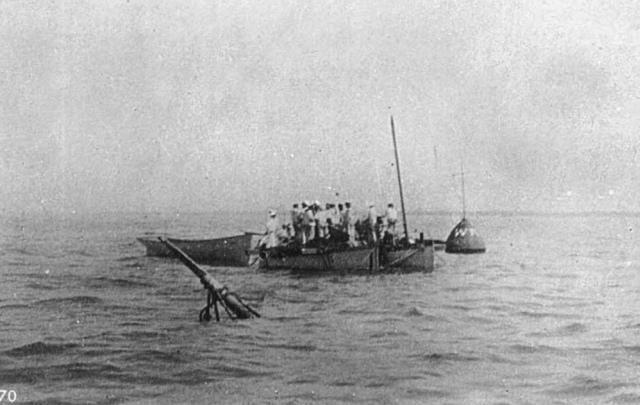
Щогла «Жемчугу» на місці його загибелі

У результаті бою були затоплені російський легкий крейсер «Жемчуг» та французький міноносець «Муске». З 335 членів екіпажу російського крейсера були вбиті один офіцер та 80 унтер-офіцерів і матросів, 7 померли від ран згодом, 9 офіцерів та 113 кондукторів і матросів були поранені.
З приводу загибелі крейсера створили слідчу комісію, яка всю провину за те, що трапилося, поклала на капітана 2-го рангу Черкасова та його старшого помічника старшого лейтенанта Кулібіна. Вони були позбавлені «чинів і орденів та інших відзнак», виключені з військово-морської служби, позбавлені дворянства і всіх особливих прав і переваг, розжалувані в матроси і відправлені на фронт.

## Подальша доля учасників бою
Матрос 2-го рангу барон Іван Черкасов воював на Кавказькому фронті в Урмійсько-Ванській озерній флотилії, був нагороджений солдатським Георгіївським хрестом і у квітні 1917 року відновлений в чині капітана 2-го рангу.

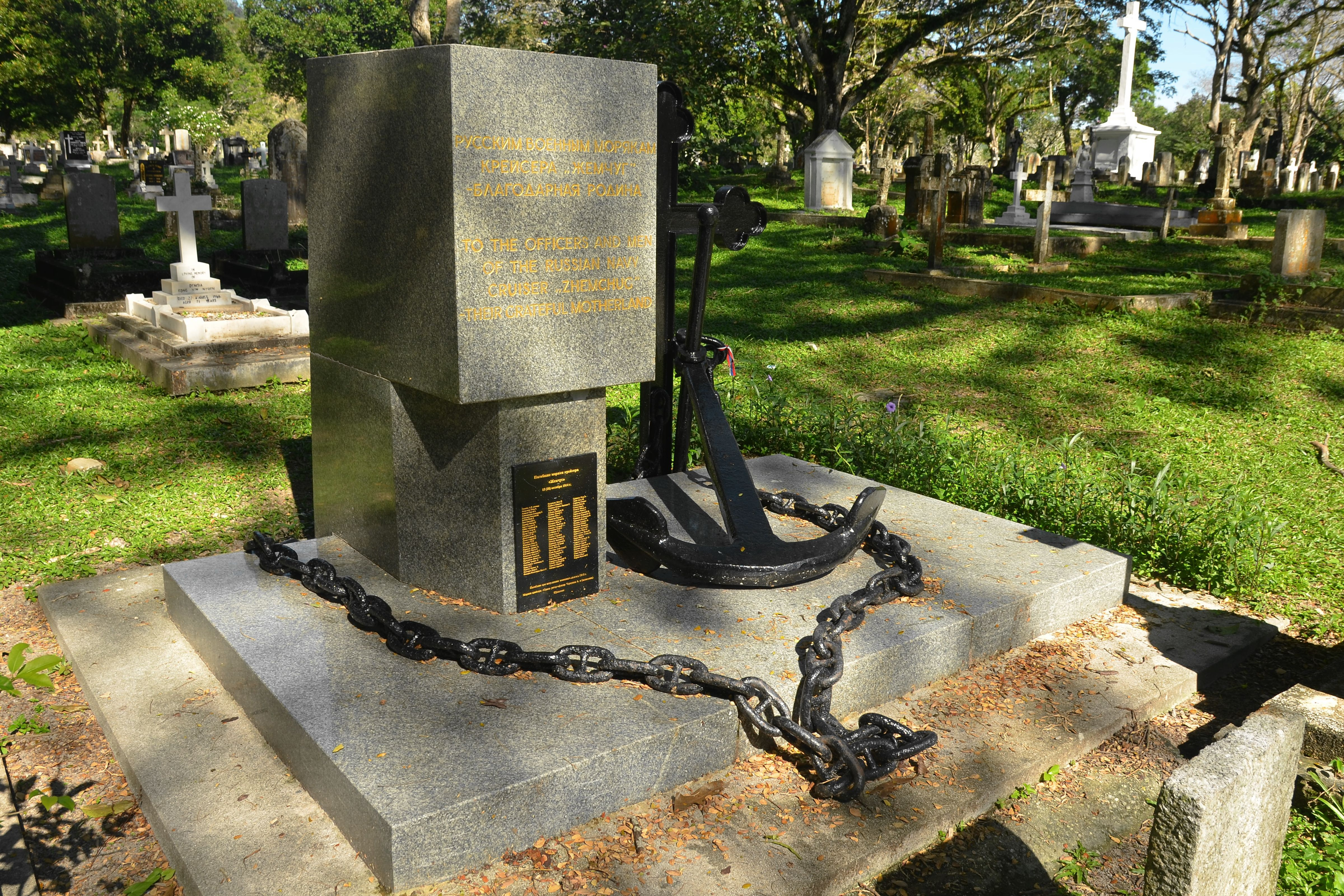
Братська могила моряків «Жемчуга»

Матрос Микола Кулібін воював на Західному фронті в морській бригаді, отримав два Георгіївських хрести і у вересні 1916 року був відновлений в чині. Незабаром підвищений до звання капітана 2-го рангу.
9 листопада 1914 року, під час десанту на британський телеграфний пункт на одному з Кокосових островів, «Емден» був перехоплений австралійським легким крейсером HMAS «Сідней». Це відбулося через те, що британські телеграфісти зуміли передати сигнал раніше, ніж німці знищили передатчик. У ході бою, австралійський корабель, маючи перевагу в озброєнні, наніс сильні ушкодження німецькому рейдеру. Потрапивши у безпорадне становище, «Емден», щоб не дістатися ворогу, викинувся на каміння. З 325 членів екіпажу 141 загинули, інші, включно з командиром корабля Карлом фон Мюллером, потрапили в полон, де пробули до кінця війни. Капітан фон Мюллер через погіршення стану здоров'я був відпущений у січні 1918 року під чесне слово не брати участі у війні. Після повернення на батьківщину був нагороджений двома Залізними Хрестами і Великим Хрестом Pour le Mérite за доблесть.
Ще 50 членів екіпажу, яких не було на «Емдені» під час його останнього бою через те, що вони брали участь у десанті під командуванням лейтенанта Гельмута фон Мюкке, зуміли уникнути сутички з австралійцями, захопили стару шхуну, зуміли на ній дістатися Суматри, потім німецьким пароплавом до Ємену. Там німецькі десантники відбили атаки бедуїнів, досягли залізниці, яка була побудована для перевозки прочан до Мекки, дісталися Константинополя і через 8 місяців були на батьківщині. Прибувши до Німеччини після своєї одіссеї, команда була прийнята кайзером Вільгельмом II, який на відзначення заслуг нагородив всіх Залізним Хрестом та додав всім інше прізвище — «Емден».